# Sebastian Meissner
Sebastian Meissner (* 27. September 1969 in Częstochowa, Polen) ist ein deutscher Electronica-Musiker, Musikmanager, Journalist und Radio-Produzent.

## Leben
Sebastian Meissner studierte Pädagogik, Soziologie, Psychologie und Amerikanistik an der Goethe-Universität Frankfurt am Main und trat um die Jahrhundertwende 1999/2000 mit Achim Szepanski, dem Begründer des Techno-Labels Force Inc. Music Works (FIM), erstmals mit der elektronischen Musik auf. Im Jahr 1999 debütierte er mit Ekkehard Ehlers unter dem gemeinsamen Projektnamen Autopoieses mit dem Album La Vie à Noir. Seine Solo-Arbeiten sind unter Pseudonymen wie Bizz Circuits, Klimek, Random Inc und Random Industries auf Musiklabels wie Mille Plateaux, Kompakt, Raster-Noton, Sub Rosa und Anticipate Recordings erschienen. Meissner arbeitet mit Klang-, Musik-, Photo- und Video-Material sowie partizipativen und ortsspezifischen Elementen.
Für das Label Mille Plateaux betreute er zwischen 2001 und 2004 Künstler, Veröffentlichungskonzeptionen und seine visuellen Auftritte. Er gründete das Netzwerk Intifada Offspring, das nach neuen Perspektiven im Nahen- und Mittleren Osten suchte.
Am 6. September 2004 erschien die Extended Play (EP) Solo Swim, ein gemeinsames Werk von The Notwist, Console und Klimek. In den Jahren 2008–2009 übernahm er die Konzeption der Filmmusik für die Filme Die Lichtung, Vietato soguare, Forbidden Childhood und Moon Lake.
Er realisierte Produktionen, Performances und Präsentationen für Forsythe Ballet, Schirn Kunsthalle Frankfurt, Rai Cinema, Sónar, Mutek, Unsound Festival, Lincoln Center for Performing Arts, Kunsthaus Graz, Offenes Kulturhaus Oberösterreich in Linz, Jüdisches Kulturfestival in Krakau, Bienal Internacional de Arte Contemporáneo de Sevilla und Hazira Performance Center Jerusalem.
Als Gastdozent leitete Sebastian Meissner Seminare und Workshops u. a. an der International School of New Media in Lübeck, an der DJ-School of Contemporary Music in Tel Aviv, im Rahmen des Barents Spektakel in Kirkenes und an der Musrara School of Art and Society in Jerusalem.
Auf Einladung des ORF musikprotokolls im Steirischen Herbst gestaltete Meissner gemeinsam mit dem Soziologen und Aktivisten Serhat Karakayali die Projekte Lost Spaces und Not By Note. Beide Projekte setzten sich mit Themengebieten Macht, Religion und Identität am Beispiel des Nahen Ostens und des ehemaligen Jugoslawien künstlerisch auseinander. An Not By Note nahmen auch die Musiker Boikutt (Palästina), Dror Feiler (Schweden), Manja Ristić (Serbien) und Cynthia Zaven (Libanon) teil. Das Projekt erhielt bei dem Prix Ars Electronica 2011 eine Honorary Mention in der Kategorie Digital Musics and Sound Art.

## Diskografie (Auswahl)

### Als Sebastian Meissner
- 2002: Ekkehard Ehlers / Sebastian Meissner / Thom Willems – Music for William Forsythe (CD – Whatness)

### Als Bizz Circuits
- 2004: Bizz Circuits play Intifada Offspring Vol.1 (CD+DVD – Mille Plateaux Media)
- 2002: The very best of Bizz Circuits (CD – Deluxe)

### Als Klimek
- 2015: Songs of Love & Fear Vol.1 & 2 (LP+LP – Goulden)
- 2015: Excitement & War (LP – Goulden)
- 2015: American Darkness (LP – Goulden)
- 2015: Live at Berghain (LP – Goulden)
- 2009: Movies is Magic (CD+LP – Anticipate Recordings)
- 2007: Dedications (CD+EP – Anticipate Recordings)
- 2006: Music to fall asleep (CD – Kompakt)
- 2004: Milk & Honey (CD/LP – Kompakt)

### Als Random Inc
- 2002: Walking in Jerusalem (CD & 2xLP – Mille Plateaux)
- 2001: Jerusalem: Tales Outside The Framework Of Orthodoxy (CD – Ritornell)

### Als Random Industries
- 2000: Selected Random Works (CD – Ritornell)

## Radio-Features (Auswahl)
- 2017: Vodou-Ikone – Die schwarze Madonna von Częstochowa zwischen Polen und Haiti (Feature – DLF Kultur, WDR3)
- 2017: L.A. Sounds – (Studio Elektronische Musik – Szene #52 – WDR3)[8]
- 2016: Vietnam in Berlin (Feature – rbb)[9]
- 2016: Wem gehört Mauna Kea? – Hawaiianische Konflikte – (Feature – DLF)[10]
- 2016: Surf-Resistance Hawaii – (Feature – DLF Kultur)
- 2016: Voodoo Queens – (Feature – WDR3)
- 2015: Thats why I still sing the blues – Alte Worksongs und neue Arbeitskämpfe in den Südstaaten – (Feature – DLF)
- 2015: All the pretty little horses – Von Beziehungen und Bipolarität – (Feature – DLF Kultur)
- 2014: Detroit Enterprise – (Feature – WDR3)
- 2014: Mille Plateaux – (Studio Elektronische Musik – WDR3)
- 2014: Golfen auf Kohlegruben – Über das neue Selbstbewusstsein Oberschlesiens – (Feature – DLF)[11]
- 2013: Palästina Underground – (Feature – WDR3)
- 2012: Himmel über Gaza – Palästinensische Träume vom Fliegen – (Feature – DLF)
- 2011: Granularsynthese – (Studio Elektronische Musik – WDR3)
- 2011: Messerschleifen – (Feature – WDR3)
- 2011: Kunst des Schächtens – Von jüdischen und islamischen Schlachtriten in Deutschland (Feature – DLF)
- 2010: Der Krieg, der Mob und das Gotteshaus – Die Ferhadija-Moschee in Banja Luka (Feature – DLF)[12]
- 2019: Die Vermessung der Psyche – ARD-Radio-Feature